# 김영웅 (야구 선수)
김영웅(2003년 8월 24일 ~ )은 KBO 리그 삼성 라이온즈의 내야수이다.

## 삼성 라이온즈시절
2022년 삼성 라이온즈의 2차 1순위 지명을 받아 입단했다.
데뷔 직전부터 유망주로 주목받은 그는 2022년 초 스프링캠프 명단에 들며 기대를 모았으나, 스프링캠프 때 수비 훈련 도중 오른쪽 발목 인대 파열 부상을 당해 재활군에 머물렀다. 동년 4월 말부터 2군 경기에 나서기 시작했으나, 부상 재발 등으로 1군 데뷔가 늦어졌다.
2022년 9월 13일 창원 NC전을 앞두고 1군에 처음으로 올라왔다. 1군에 올라오자마자 유격수로 선발 출장하며 1군 데뷔전을 치렀고, 3타수 1안타(1홈런)를 기록했다.

## 출신 학교
- 공주중동초등학교
- 공주중학교(전학) → 야로중학교
- 물금고등학교

## 통산 기록
| 연도 | 팀명  | 타율  | 경기 | 타수 | 득점 | 안타 | 2루타 | 3루타 | 홈런 | 루타 | 타점 | 도루 | 도실 | 볼넷 | 사구 | 삼진 | 병살 | 실책 |
| ---- | ----- | ----- | ---- | ---- | ---- | ---- | ----- | ----- | ---- | ---- | ---- | ---- | ---- | ---- | ---- | ---- | ---- | ---- |
| 2022 | 삼성  | 0.133 | 13   | 15   | 2    | 2    | 0     | 0     | 1    | 5    | 1    | 0    | 0    | 0    | 0    | 7    | 0    | 1    |
| 2023 | 삼성  | 0.187 | 55   | 91   | 11   | 17   | 6     | 0     | 2    | 29   | 12   | 1    | 0    | 8    | 0    | 28   | 2    | 6    |
| 2024 | 삼성  | 0.252 | 126  | 456  | 65   | 115  | 16    | 3     | 28   | 221  | 79   | 9    | 2    | 45   | 3    | 155  | 2    | 16   |
| 통산 | 3시즌 | 0.238 | 194  | 562  | 78   | 134  | 22    | 3     | 31   | 255  | 92   | 10   | 2    | 53   | 3    | 190  | 4    | 22   |